# 梅路見鸞
梅路 見鸞（うめじ けんらん、1892年（明治25年） - 1951年（昭和26年））は弓道家。無影心月流の開祖。大分県生まれ。釈宗演に師事し禅の修業を積み、弓術は橘流を修めた。禅と弓が一体となった弓術「弓禅一味」を志向して三千人の門弟を育成した。
梅路は弓術以外にも、剣術を初めとする武芸百般に通じていた名人である。
本名は山本寿六(一説に日出夫)。虎洞、天龍窟とも号した。九歳で円覚寺に入り、二十四歳の時、釈宗演より印可を受ける。明治42年（1909年）から大正5年（1916年）までの7年間に、柔、剣、居合、馬などの武術と書、浄瑠璃、俳句、茶ノ湯などの芸道を修行。いずれも傑出したという。書は日下部鳴鶴に学んだ。大正5年、橘流弓術32代の羽賀井和順と出会い、その後2年で33代を継ぎ、事実上無影心月流を開く。大正15年（1926年）「梅路武禅道場」を大阪箕面に建てる。昭和9年（1934年）『武禅』を創刊した。
弓道の歴史においては神道や儒教、真言密教などの教えが強く、禅との関係が言われたのは、大正後期から昭和初期にかけて、梅治のほか、大平善蔵、阿波研造らによってであるが、「弓禅一味」の思想を最も先鋭に打ち出したのは、梅路である。

## エピソード(伝説)
- 27間（約50m）離れた3寸の的を二本連続して射抜いた。見ていた人間が「人間業ではない」ともらすと梅路は「もちろん」と言った。
- 門弟が冬の朝、外で弓を射る稽古をしていた。流儀の動作をひとつ省いて矢を射たところ、雨戸、障子を締め切った家の中で寝ていた梅路が起きて「馬鹿！ なんという様だ！」と一喝。家の中にして、外の弟子が動作を省略したことを瞬時に理解したということである。
- 支え無しに立てた竹を斜めに切り上げ、門松が作れた。
- 矢の棒の部分を使ってネズミを縦に真っ二つにできた。